# Skalkekors
Skalkekors är ett monument i Guldborgsunds kommun på ön Lolland i södra Danmark.
Skalkekorset restes år 1533 öster om Frejlev till minne om stridigheterna mellan byns bönder och lensmanden på Aalholm. Runt korset finns stenar med namn på byns gårdar på den tiden samt en större sten som hyllar böndernas kamp mot överheten.
Under stavnsbåndet havde byns 
bönder rätt att låta sina svin leta ollon i Frejlev Skov som tillhörde godset. Vid en sammandrabbning med bönderna  dödades godsets förvaltare och bönderna ställdes inför rätta. Kung
Christian III lovade dock att benåda dem om de skänkte honom 24 vita oxar med röda öron. 
Enligt sägnen tvingades man färga öronen på två av oxarna och det upptäcktes när det regnade så att färgen tvättades av. Kungen benådade  trots allt bönderna, men dömde dem att resa ett kors vid vägen som en slags skampåle och evigt bevis på deras skam.